# Leslie Frost
Pour les articles homonymes, voir Frost.
Leslie Miscampbell Frost (né le 20 septembre 1895 et mort le 4 mai 1973) est un homme politique canadien de la province de l'Ontario. Il a été premier ministre de l'Ontario de 1949 à 1961. Surnommé "Old Man Ontario", Frost dirige la province durant le boom économique des années 1950. Il était franc-maçon.

## Biographie

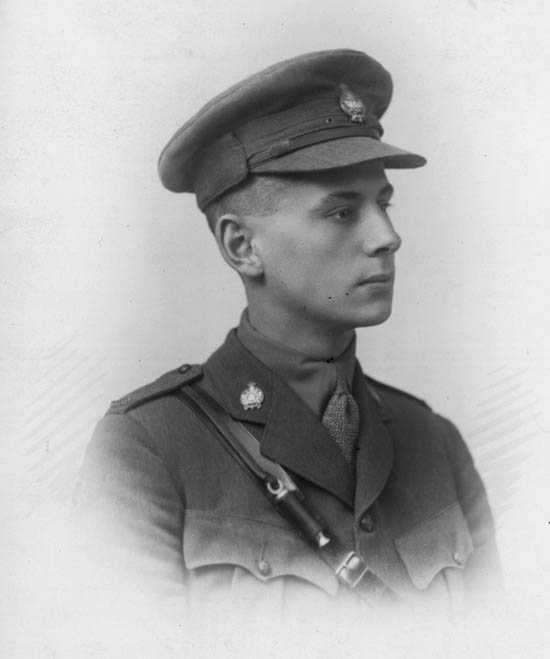
Leslie Frost en 1916

Au cours de la Première Guerre mondiale, il sert en tant qu'officier dans le 157e et dans le 20e bataillon en France et en Belgique. Blessé au cours de l'année 1918, il est libéré de ses fonctions au rang de capitaine.
Frost est un avocat de profession. Il est d'abord ministre des Mines lors du mandat comme premier ministre de George Drew. Il est ensuite élu chef du Parti progressiste-conservateur de l'Ontario à la suite de la décision du premier ministre de se lancer en politique fédérale en 1948. Lors de son mandat, Frost travaille avec le gouvernement fédéral pour la réalisation des grands projets tels que la voie maritime du Saint-Laurent, le transport du gaz naturel par pipeline (TransCanada) entre l'Alberta et l'Ontario et le renouvellement des équipements des centrales nucléaires de type Candu et des centrales au charbon.
Avec sa politique fiscale, Frost vient essentiellement encourager l'industrie privée à se développer. Il instaure des lois progressistes en santé, en éducation et en droits de la personne (notamment une loi sur l'équité salariale et en donnant le droite de vote aux Premières Nations). Après trois mandats consécutifs, il se retire en 1961 en cédant son poste à son ministre de l'Éducation, John Robarts.

## Titres honorifiques
C.P., C.C.